# Csinvat

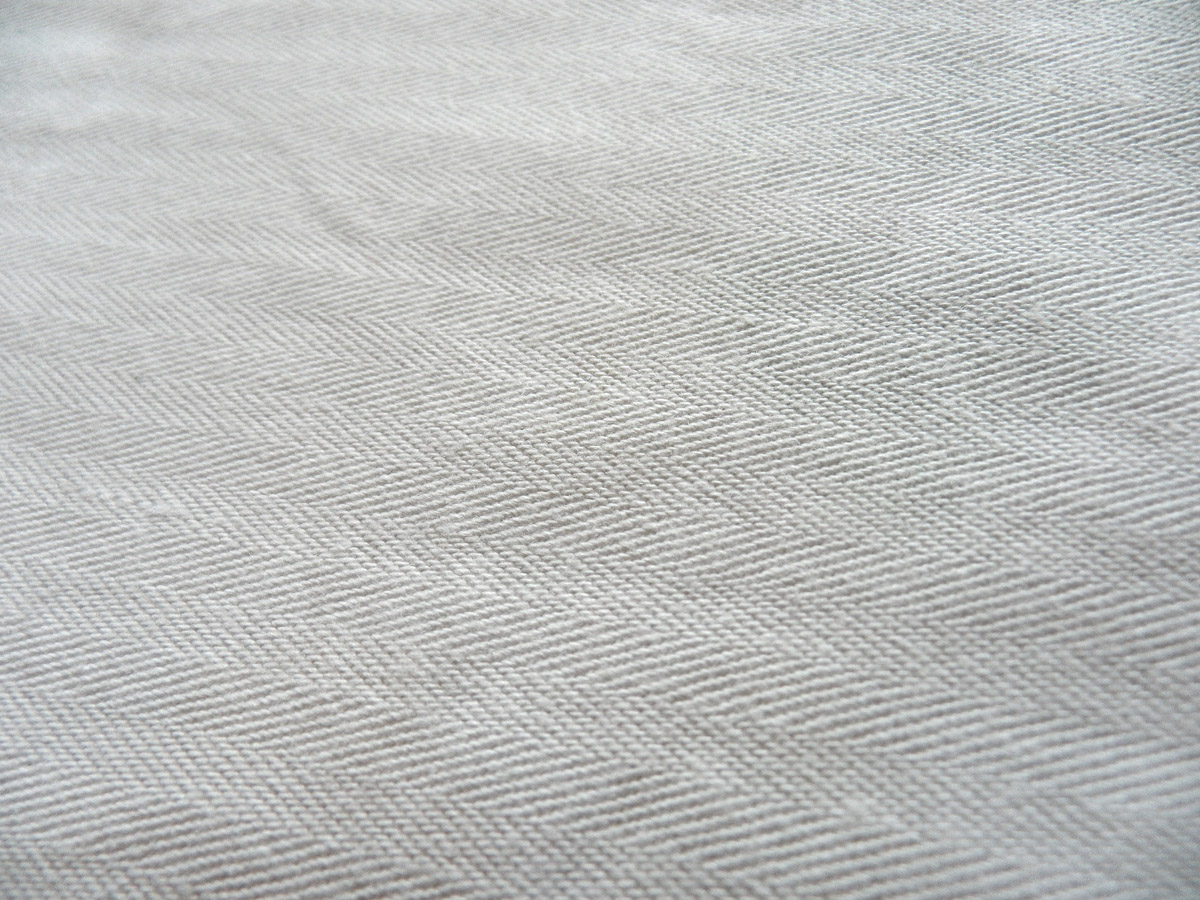
white 100% pamut sávolykötésű szövet, halszálka mintázattal

A csinvat egy igen erős, sűrűbb szálú, sávolykötésű szövet. Készülhet pamut, illetve len középfinom fonalából. Használják abroszok, asztalkendők, matrachuzatok készítésére. Korábban ruhát is készítettek belőle. Mivel nem nyújtható, ezért a csinvatvászon kitűnően alkalmas a fűzők teherhordó rétegének is.